# Schweiz i olympiska vinterspelen 1960
Schweiz deltog i olympiska vinterspelen 1960. Schweiz trupp bestod av 21 idrottare, 14 män och 7 kvinnor. 

## Medaljer

### Guld
- Alpin skidåkning
  - Storslalom herrar: Roger Staub
  - Storslalom damer: Yvonne Rüegg

## Resultat

### Alpin skidåkning
- Störtlopp herrar
  - Willi Forrer - 4
  - Roger Staub - 5
  - Jakob Arduser - 13
  - Nando Pajarola - 20

- Storslalom herrar
  - Roger Staub - 1
  - Willi Forrer - 20
  - Fredy Brupbacher - 22
  - Nando Pajarola - 25

- Slalom herrar
  - Adolf Mathis - 15
  - Georges Schneider - 31
  - Roger Staub - DNF
  - Willi Forrer - DNF

- Störtlopp damer
  - Yvonne Rüegg - 9
  - Margrit Gertsch - 26
  - Liselotte Michel - 35
  - Annemarie Waser - DNF

- Storslalom damer
  - Yvonne Rüegg - 1
  - Madeleine Berthod-Chamot - 9
  - Liselotte Michel - 14
  - Annemarie Waser - 23

- Slalom damer
  - Liselotte Michel - 5
  - Madeleine Berthod-Chamot - 28
  - Annemarie Waser - DNF
  - Yvonne Rüegg - DNF

### Backhoppning
- Normal backe individuell
  - Andreas Däscher - 20

### Längdskidåkning
- 15 km herrar
  - Alphonse Baume - 27
  - Lorenz Possa - 31
  - Marcel Huguenin - 37
  - Konrad Hischier - 39

- 30 km herrar
  - Alphonse Baume - 24
  - Marcel Huguenin - 28
  - Lorenz Possa - 32
  - Fritz Kocher - AC

- 50 km herrar
  - Fritz Kocher - DNF

- Stafett herrar
  - Fritz Kocher, Marcel Huguenin, Lorenz Possa och Alphonse Baume - 8

### Konståkning
- Singel herrar
  - Hubert Köpfler - 11

- Singel damer
  - Liliane Crosa - 20
  - Franziska Schmidt - 22